# Никитин, Борис Юрьевич
Борис Юрьевич Никитин (род. 11 августа 1967, Ленинград) — советский и российский футболист, нападающий.

## Биография
Воспитанник ленинградской футбольной школы «Светлана», первый тренер Е. Д. Литвинов. В 1985 году провёл 16 игр, забил один мяч за дубль «Зенита». В первой половине 1986 года сыграл два матча во второй лиге за ленинградское «Динамо», после чего 1,5 сезона был в составе «Зенита». За это время сыграл 32 матча за дубль, забил 6 голов. В июне–сентябре 1987 года провёл за главную команду 8 матчей — три в Кубке СССР, четыре в Кубке Федерации и один — в чемпионате (10 июля в гостевом матче против «Нефтчи» (1:2) вышел на замену на 55-й минуте). В 1988 году вернулся в «Динамо» и за 1,5 года в 66 играх забил три гола.
В 1990—1991 годах играл в команде первой лиги «Факел» Воронеж — 76 игр, 14 голов. Первую половину сезона-1992 отыграл в московском «Локомотиве». Сыграл в двух матчах 1/8 финала Кубка СССР—СНГ против «Динамо» Москва, провёл 8 матчей в чемпионате; 4 игры за дубль в первенстве второй лиги и одну — в Кубке России. Затем вернулся в Петербург, где играл за «Смену-Сатурн» / «Сатурн-1991» (1992—1995), «Локомотив-Сатурн» (1996), «Динамо» (1997—1998).